# Muzeum Państwowego Gospodarstwa Rolnego w Bolegorzynie
Muzeum Państwowego Gospodarstwa Rolnego w Bolegorzynie – muzeum utworzone w 2008 w Bolegorzynie, poświęcone historii państwowych gospodarstw rolnych.

## Charakterystyka
Muzeum zlokalizowano we wsi Bolegorzyn w województwie zachodniopomorskim. Muzeum jest prowadzone przez Stowarzyszenie Muzeum PGR w Bolegorzynie na terenie byłego Państwowego Gospodarstwa Rolnego w Bolegorzynie.